# Балахани
Балахани — село в Унцукульском районе Дагестана.
Является административным центром Балаханского сельского поселения.

## География
Расположено на левом берегу реки Аварское Койсу.
Ближайшие населённые пункты: на северо-востоке — село Ирганай, на северо-западе — сёла Моксох и Харачи, на юго-востоке — сёла Аракани и Майданское, на юго-западе — сёла  Оркачи, Буцра и Гоцоб.

## Население
| 1888  | 1895  | 1926  | 1939 | 1970  | 1989  | 2002  |
| ----- | ----- | ----- | ---- | ----- | ----- | ----- |
| 907   | ↘904  | ↗1000 | ↘615 | ↗1170 | ↘1134 | ↗1555 |
| 2010  | 2021  |       |      |       |       |       |
| ↗2164 | ↗2308 |       |      |       |       |       |

## Достопримечательности
Возле села находится Айша-Хур — святое для мусульман место, на котором был возложен на носилки убитый большевиками суфийский шейх Магомед-устаз.

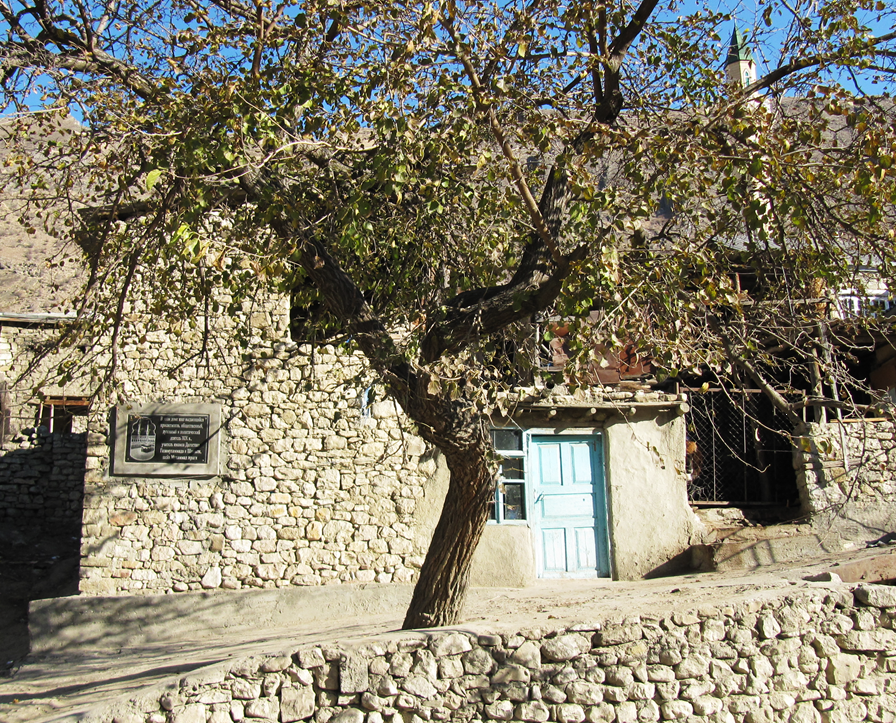
Дом Мухаммада Ярагского

В Балахани сохранился дом, где жила семья шейха Мухамада Ярагского, здесь же находится могила сына Ярагского – Исхака, а также могила правителя Дербента Ших-Али-хана, имение и развалины дома Мусанаиба Балаханского.

## Известные уроженцы
- Гасан Алкадари (1834—1910) — крупнейший учёный-историк, поэт, просветитель дореволюционного Дагестана, исламский правовед[12].